# WirrWahr
WirrWahr ist eine Mittelalter-Band aus Bonn und Mönchengladbach. Die Band wurde im Mai 2005 gegründet, sie spielt mittelalternative Musik, wobei die Lieder in Deutsch, Alt-Norwegisch und Okzitanisch gesungen werden.

## Bandgeschichte
Die Band wurde 2005 von den mittlerweile ausgeschiedenen Musikern Eigil der Verwirrte und Baccata der Taktlose, Prillan das Verdrehte und Das Namenlose Grauen gegründet. September desselben Jahres schied Das Namenlose Grauen aus, der durch Filzmaul ersetzt wurde, welcher die Band mit Sackpfeife und Schalmey unterstützte. Kurz danach zog sich auch Prillan das Verdrehte ins Privatleben zurück. Für sie kam Klopfer am Schlagwerk dazu. Zur gleichen Zeit kam Rhabia als Gastmusikerin samt Laute, Gitarre und Gesang dazu. Sie verließ die Band im Juni 2006. Von da an bestand die Band aus den Gründungsmitgliedern Baccata und Eigil sowie den Neuzugängen Filzmaul und Klopfer. In dieser Besetzung entstand das Debütalbum "Pest of". Im Juli 2007 kam Harpfari dazu und verstärkte die Band mit Sackpfeife und Schalmey. Filzmaul verließ WirrWahr dann zum 1. Januar 2008. Ab da spielte Silentio der Lautstarke Gitarre. In dieser Besetzung produzierte die Band das zweite Album "Ante Portas". In 2011 verließen Baccata und Silentio die Band. Für Silentio spielt seit 2011 Atreju die Gitarre.
Die Band spielt mittelalterliche Musik (manchmal auch „mittelalternative“ Musik genannt), da sie sich in Arrangement und Instrumentation nicht direkt an historische Vorgaben hält. Die Stücke orientieren sich zwar häufig an historischen Vorlagen, jedoch bereichert immer mehr durch selbst komponierte Stücke. Am 22. März 2007 veröffentlichte die Band ihr erstes Album WirrWahr - Pest of unter dem Label "Soul Food". Im Mai 2007 war WirrWahr zu Gast bei den Historienspielen Jülich und im Juni 2007 bei den Historischen Festspielen Koblenz. Am 25. August 2007 hatten WirrWahr ihren ersten "TV-Auftritt" bei dem Sender GIGA TV in Köln. Im September 2008 war WirrWahr z. B. zu Gast beim Miroque Festival im Histotainment Park Adventon. Am 3. April 2009 veröffentlichte die Band ihr zweites Album WirrWahr - Ante Portas unter dem Label "Soul Food". Am 31. Juli 2009 war WirrWahr zu Gast beim Castlefest. Ein stetig wachsender Bekanntheitsgrad und Erfolg prägte die folgenden Jahre bis heute. Seit 2013 spielt WirrWahr als 3-Mann-Formation bestehend aus: Klopfer(Gesang, Schlagzeug), Harpfari(Dudelsack, Wizzle, Schalmeien) und Atrèju (Gitarre). 
Zu sehen sind WirrWahr z. B. auf den Bühnen von Burg Satzvey, Schloß Amerang, Wave-Gothic-Treffen, Wacken Open Air, Burg Hausen & Festival Mediaval. 
Das dritte Album der Band Große Säcke - Harte Knüppel erschien Ende April 2015.

## Diskografie
Alben
- 2007: Pest of
- 2009: Ante Portas
- 2015: Große Säcke - Harte Knüppel